# 维勒加 (夏朗德省)
维勒加（法語：Villegats，法語發音：[vilɡa]）是法国夏朗德省的一个旧市镇，位于该省北部，属于孔福朗区。2019年1月1日，维勒加同蒂济并入市镇库尔科姆。

## 地理
维勒加（45°59'29"N, 0°11'34"E）面积7.71 平方千米，位于法国新阿基坦大区夏朗德省，该省份为法国西部内陆省份，北起德塞夫勒省和维埃纳省，东临上维埃纳省，东南至多尔多涅省，南至多爾多涅省，西接滨海夏朗德省。
与维勒加接壤的市镇（或旧市镇、城区）包括：巴罗、库尔科姆、拉费、吕费克、萨勒德维勒法尼昂、蒂济、夏朗德河畔韦尔特伊。
维勒加的时区为UTC+01:00、UTC+02:00（夏令时）。

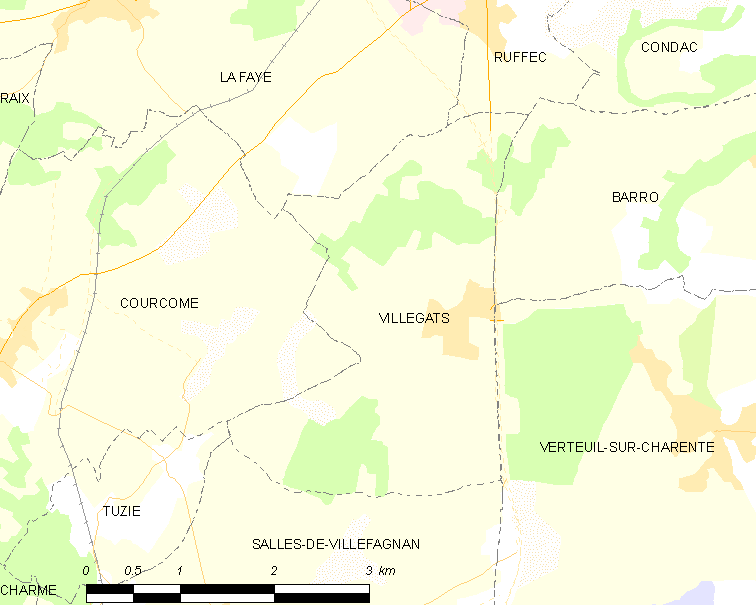
维勒加的OSM定位图

## 行政
维勒加的邮政编码为16700，INSEE市镇编码为16410。

## 政治
维勒加所属的省级选区为夏朗德北县。

## 交通
法国国道N10线经过境内并设有交叉路口。另有省道D192线过境。

## 人口

1962-2008年间维勒加人口变化图示

维勒加于2018年1月1日时的人口数量为215人。